# パワフルコンビーフ
パワフルコンビーフは、かつて松竹芸能で活動していた日本のお笑いコンビ。2003年結成。2021年3月31日解散。

## メンバー
コウタ（1984年5月22日（40歳） - ）
- 本名：宮前 幸多（みやまえ こうた）
- 主にボケ担当。
- 埼玉県児玉郡神川町出身[1]。
- 身長164cm、血液型B型。

兼重 清志（かねしげ きよし、1979年8月23日（45歳） - ）
- 主にツッコミ担当。
- 大阪府出身。
- 身長174cm、血液型AB型。
- 姉は元「イー☆リャン」のリャン（兼重泰子）。
- 高校を卒業してすぐ芸人になりたかったと思っていたが、「大学を卒業してからにして」と祖母に言われ、大学に進学した[1]。

## 略歴・概説
松竹芸能の養成所で出会い、2003年結成。初舞台は松竹芸能の『ただいま養成中ライブ』。 かつては『チキン野郎』というコンビ名で活動していたが、2005年に『小学六年生』（小学館）で読者が芸人をプロデュースするという企画で新コンビ名を募集し、その中から『パワフルコンビーフ』が選ばれ、これに改名した。
これまでには、漫才、コント共に演じている。
2021年3月31日、解散を発表。兼重は松竹芸能に残り、コウタは退社しフリーとしてそれぞれピンで活動を継続する。

## 出演

### テレビ
- [学校へ行こう！(未成年の主張)コウタのみ
- 爆笑オンエアバトル（NHK総合）戦績0勝1敗 最高225KB
- ジャイケルマクソン（毎日放送）
- 週刊彩の国ニュース（テレビ埼玉）- レギュラー
- ザ!世界仰天ニュース（日本テレビ）
- シブスタ S.B.S.T（テレビ東京）
- お菓子おもしろ大事典（テレビ東京）
- 7daysウィークリー（鎌倉ケーブルテレビ）- レギュラー
- 有言実行バラエティ!タイムチャレンジャー（関西テレビ）- 2010年5月22日
- 関西ふるさとタイム（にっぽんケーブルチャンネル）2012年10月 -
- NexT（日本テレビ）- 2012年11月10日
- 欽ちゃん&香取慎吾の全日本仮装大賞（日本テレビ）- 2013年4月29日（第90回）、コウタのみ[4]
- 爆笑レッドカーペット（フジテレビ） - 2013年4月27日､コウタのみ､よゐこ濱口優･なすなかにし那須晃行･オジンオズボーン高松新一･ビーグル38能勢ヒロシと共に『はまぐちコントサークル』のメンバーとして参加｡キャッチコピーは｢松竹のゆかいな仲間たち｣
- 芸人報道（日本テレビ）- 2014年2月24日（兼重のみ）
- 前略、西東さん（中京テレビ放送）- 2015年8月29日
- 大堀商事小島事業部新人山根（2018年4月20日、アイドル専門チャンネルPigoo）

### ネットテレビ
- 有ののへや

### ラジオ
- のーぎゃらくん（文化放送・BSQR489）
- 笑ってE-じゃん!（アール・エフ・ラジオ日本）
- 夜刊ラジオな時間（アール・エフ・ラジオ日本）

### 映画
- ラフ ROUGH - 2006年8月26日公開、コウタのみ